# قرنيات أولية
قرنيات أولية (الاسم العلمي: Protoceratidae)، فصيلة منقرضة من الحافريات مزدوجات الأصابع العاشبة، كانت تعيش في أمريكا الشمالية في العصر الإيوسيني منذ العصر الباليوسيني أي قبل حوالي 46.2 - 4.9 مليون سنة، وأستمرت بالعيش حوالي 41 مليون سنة.